# The Essential (Klaus Nomi)
| Recensione | Giudizio |
| ---------- | -------- |
| AllMusic   |          |

The Essential è una raccolta del cantante tedesco Klaus Nomi, pubblicata postuma nel 1994.

## Descrizione
L'album contiene venti canzoni tratte dai primi tre album di Klaus Nomi. Non sono inclusi brani inediti. Una parte del ricavato di questo disco è stato devoluto all'associazione ACT-UP Paris (Associazione per la lotta contro l'AIDS).

## Tracce
(CD) BMG 74321226902 Francia 1994
1. Cold Song – 4:03
2. Can't Help Falling In Love – 3:55
3. Keys Of Life – 2:26
4. Lightning Strikes – 2:59
5. The Twist – 3:10
6. Nomi Song – 2:47
7. You Don't Own Me – 3:39
8. Wasting My Time – 4:14
9. Total Eclipse – 3:29
10. Samson And Delilah (Aria) – 3:44
11. Der Nussbaum – 3:04
12. From Beyond – 2:51
13. After The Fall – 4:43
14. Just One Look – 3:19
15. Falling In Love Again – 2:39
16. ICUROK – 4:24
17. Rubberband Lazer – 4:20
18. Wayward Sisters – 1:40
19. Ding Dong – 3:03
20. Simple Man – 4:17